# Ianis Hagi
Ianis Hagi (Istambul, 22 de outubro de 1998) é um futebolista profissional romeno que atua como meia-atacante. Atualmente está sem clube.

## Carreira
Ianis Hagi começou a carreira no Viitorul Constanța, em 2014, aos 16 anos sendo lançado pelo seu pai que é o dono e técnico do clube na época. Após 2 anos no clube, foi contratado pela Fiorentina em 2016.

## Carreira Internacional
Hagi representou a Romênia nas categorias de sub-15, sub-16, sub-17, sub-18, sub-19 e sub-21. Em 11 de setembro de 2018, ele marcou um gol olímpico direto em um vitória por 2–0 sobre a equipe sub-21 da Bósnia e Herzegovina. Dois meses depois, ele fez sua estreia pela seleção principal da Romênia em uma vitória por 3–0 na Liga das Nações da UEFA sobre a Lituânia, entrando como substituto aos 68 minutos no lugar de Claudiu Keșerü.
Hagi fez parte da equipe que se classificou pela segunda vez em sua história para o Campeonato Europeu Sub-21, começando em todas as três partidas do grupo da fase final de 2019 na Itália. Ele marcou um gol em cada jogo contra Croácia e Inglaterra para ajudar sua equipe a avançar para as meias-finais como vencedores do grupo, onde perderam por 4–2 para os campeões defensores, a Alemanha.

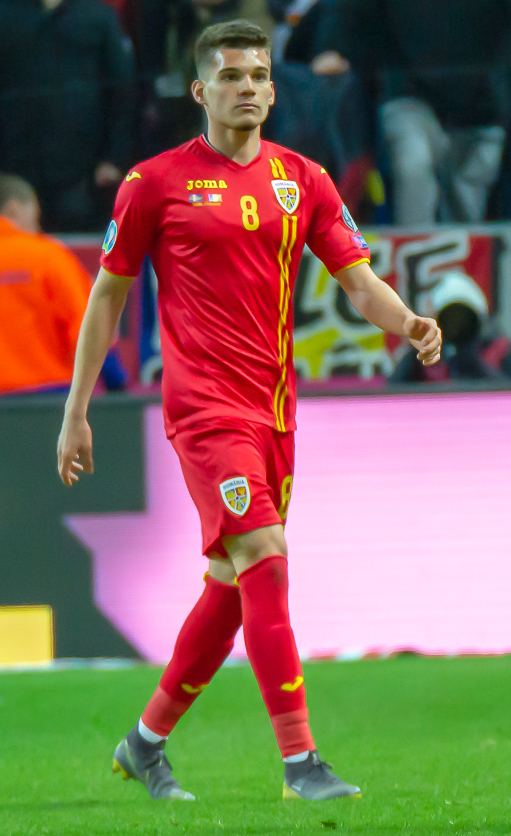
Hagi jogando pela Romênia em uma derrota por 2–1 para a Suécia, março de 2019

Em 25 de março de 2021, Hagi marcou seu primeiro gol internacional sênior após entrar como substituto em uma vitória em casa por 3–2 sobre a Norte-Macedônia nas Eliminatórias da Copa do Mundo FIFA de 2022. Nas qualificações para a Euro 2024, ele contribuiu com sete aparições e dois gols, incluindo o gol da vitória em um sucesso por 2–1 sobre Israel em 18 de novembro de 2023. A Romênia seguiu em primeiro lugar no Grupo I após uma vitória por 1–0 sobre a Suíça três dias depois, na qual Hagi entrou em campo aos 64 minutos.

## Vida familiar
Hagi tem uma irmã mais velha, Kira, que é atriz. Seu pai, Gheorghe, é de descendência aromena, e conheceu sua mãe Marilena em 1993. Gheorghe estava jogando pelo Brescia na época, enquanto esta última era estudante universitária de segundo ano.
Hagi tem sido patrocinado pela Nike desde o início de sua carreira. Em 2019, ele forneceu a dublagem romena para Victor Frankenstein no filme de animação da Disney, Frankenweenie.

## Títulos
Viitorul Constanța
- Copa da Romênia: 2018–19

Genk
- Supercopa da Bélgica: 2019

Rangers
- Campeonato Escocês: 2020–21
- Copa da Escócia: 2021–22